# Hoạt Giang
Hoạt Giang là một xã thuộc tỉnh Thanh Hóa, Việt Nam.
Xã Hoạt Giang được thành lập ngày 16 tháng 6 năm 2025 theo Nghị quyết số 1686/NQ-UBTVQH15  của Ủy ban Thường vụ Quốc hội  trên cơ sở sáp nhập  toàn bộ diện tích tự nhiên, quy mô dân số của xã Yên Dương, xã Hoạt Giang và một phần xã Hà Bình, 0,6 hecta và 5 cư dân của  thị trấn Hà Trung, thuộc huyện Hà Trung, tỉnh Thanh Hóa . Xã này chính thức hoạt động từ ngày 01 tháng 7 năm 2025.

## Địa lý
Xã Hoạt Giang nằm ở phía đông bắc huyện Hà Trung, có vị trí địa lý:
- Phía đông giáp huyện Nga Sơn
- Phía tây giáp xã Hà Bình và xã Yên Dương
- Phía nam giáp xã Hà Châu và xã Thái Lai
- Phía bắc giáp thị xã Bỉm Sơn.

Xã Hoạt Giang có diện tích 11,79 km², dân số năm 2018 là 6.529 người, mật độ dân số đạt 554 người/km².

## Hành chính
Xã Hoạt Giang được chia thành 10 thôn: Thanh Ngoại, Trung Chính, Vân Cẩm, Vân Điển, Vân Hưng, Vân Thu, Vân Trụ, Vân Xá, Vân Yên, Yên Giang.

## Lịch sử
Sau Cách mạng Tháng Tám năm 1945, Hoạt Giang là một xã thuộc huyện Hà Trung. Năm 1954, xã Hoạt Giang chia thành ba xã Hà Dương, Hà Thanh và Hà Vân.
Đến năm 2018, xã Hà Vân có diện tích 6,80 km², dân số là 3.874 người, mật độ dân số đạt 570 người/km². Xã Hà Thanh có diện tích 4,99 km², dân số là 2.655 người, mật độ dân số đạt 532 người/km².
Ngày 16 tháng 10 năm 2019, Ủy ban Thường vụ Quốc hội ban hành Nghị quyết số 786/NQ-UBTVQH14 về việc sắp xếp các đơn vị hành chính cấp xã thuộc tỉnh Thanh Hóa (nghị quyết có hiệu lực từ ngày 1 tháng 12 năm 2019). Theo đó, sáp nhập toàn bộ diện tích và dân số của xã Hà Vân và xã Hà Thanh thành xã Hoạt Giang.
Từ xa xưa trên địa bàn xã Hoạt Giang có tuyến kênh Nhà Lê nối từ  kinh đô Hoa Lư đến Đèo Ngang đi qua, là tuyến đường thủy đầu tiên trong lịch sử Việt Nam và được coi là tuyến đường Hồ Chí Minh trên sông vì những đóng góp cho các cuộc chiến tranh của người Việt (hiện là một đoạn của sông Hoạt theo tên gọi địa phương).